# Jasna Woda
Jasna Woda – struga, prawy dopływ Bukowej o długości ok. 1 km. 
Struga płynie w Szczecinie na terenie Cmentarza Centralnego w dzielnicy Zachód (Gumieńce). Opuszcza obszar cmentarza w jego południowo-zachodniej części i na wysokości ul. Mieszka I kończy swój bieg uchodząc do Bukowej. Cały bieg Jasnej Wody znajduje się w granicach administracyjnych miasta Szczecina.